# Norwich City F.C.
Norwich City er en engelsk fodboldklub fra Norwich i Norfolk, der spiller i Championship. 
Kælenavnet The Canaries (dansk: kanariefuglene) henviser til farven på spillerne hjemmebanedragt. 
Klubbens bedste placering er en 3. plads i Premier League i 1992/1993. Desuden har Norwich vundet Liga Cuppen to gange; i 1962 og 1985.
De danske spillere Henrik Mortensen, David Nielsen, Steen Nedergaard, Thomas Helveg,Jens Berthel Askou og senest Jacob Lungi Sørensen har slået deres folder i klubben. Af tidligere klubikoner kan nævnes Darren Huckerby, Jason Shackell og Dean Ashton.
Norwich har deltaget i UEFA cuppen flere gange. Et af de største resultater var mod Bayern München, hvor Norwich vandt 2-1.

## Nuværende spillertrup
Oversigten er opdateret til og med 11. maj 2025
| Nr. | Land       | Position | Spiller            |
| --- | ---------- | -------- | ------------------ |
| 1   | Skotland   | MM       | Angus Gunn         |
| 3   | England    | FO       | Jack Stacey        |
| 4   | Irland     | FO       | Shane Duffy        |
| 6   | England    | FO       | Callum Doyle       |
| 7   | Spanien    | AN       | Borja Sainz        |
| 8   | England    | MI       | Liam Gibbs         |
| 9   | USA        | AN       | Josh Sargent       |
| 10  | Tjekkiet   | AN       | Matej Jurasek      |
| 11  | Danmark    | MI       | Emiliano Marcondes |
| 12  | England    | MM       | George Long        |
| 14  | England    | FO       | Ben Chrisene       |
| 15  | Nordirland | FO       | Ruairi McConville  |
| 16  | England    | MI       | Jacob Wright       |

| Nr. | Land     | Position | Spiller              |
| --- | -------- | -------- | -------------------- |
| 17  | Kroatien | AN       | Ante Crnac           |
| 18  | Ghana    | MI       | Amankwah Forson      |
| 19  | Danmark  | MI       | Jacob Lungi Sørensen |
| 20  | Tunesien | MI       | Anis Slimane         |
| 22  | England  | AN       | Lewis Dobbin         |
| 23  | Skotland | MI       | Kenny McLean         |
| 25  | Cuba     | AN       | Onel Hernández       |
| 26  | Chile    | MI       | Marcelino Núñez      |
| 29  | Danmark  | AN       | Oscar Schwartau      |
| 33  | Panama   | FO       | José Córdoba         |
| 35  | England  | FO       | Kellen Fisher        |
| 38  | Wales    | MM       | Daniel Barden        |
| 39  | Chile    | MM       | Vicente Reyes        |
| 41  | Skotland | MI       | Gabe Forsyth         |
| 42  | Irland   | AN       | Tony Springett       |
| 47  | England  | FO       | Lucien Mahovo        |

### Udlejet
| Nr. | Land    | Position | Spiller                                                             |
| --- | ------- | -------- | ------------------------------------------------------------------- |
| 9   | England | AN       | Jordan Hugill (Udlejet til West Brom indtil 30. juni 2022)          |
| 25  | Cuba    | AN       | Onel Hernández (Udlejet til Middlesbrough indtil 30. juni 2022)     |
| -   | England | MI       | Josh Martin (Udlejet til Milton Keynes Dons indtil 30. juni 2022)   |
| -   | England | FO       | Sam McCallum (Udlejet til Queens Park Rangers indtil 30. juni 2022) |
| -   | Wales   | MM       | Daniel Barden (Udlejet til Livingston indtil 30. juni 2022)         |

| Nr. | Land       | Position | Spiller                                                           |
| --- | ---------- | -------- | ----------------------------------------------------------------- |
| -   | England    | FO       | Akin Famewo (Udlejet til Charlton Athletic indtil 30. juni 2022)  |
| -   | Schweiz    | AN       | Josip Drmić (Udlejet til Rijeka indtil 30. juni 2022)             |
| -   | Luxembourg | MI       | Danel Sinani (Udlejet til Huddersfield Town indtil 30. juni 2022) |
| -   | England    | MM       | Aston Oxborough (Udlejet til Barnet indtil 30. juni 2022)         |